# Jay Weinberg
Jay Weinberg (Nueva Jersey, 8 de septiembre de 1990) es un músico estadounidense, conocido principalmente por haber sido baterista de la banda de nu metal Slipknot. En 2013, Weinberg reemplazó a
Joey Jordison como baterista de Slipknot hasta 2023 cuando anunció su separación de la banda, uniéndose luego a finales de Febrero del 2024 a las bandas Suicidal Tendencies e Infectious Grooves. Es hijo del baterista estadounidense Max Weinberg.

## Biografía
Jay es el hijo de Max Weinberg, baterista de la banda E Street Band de Bruce Springsteen, y de Becky, una exprofesora. Se crio en el municipio de Middletown (Nueva Jersey), Estados Unidos. En su infancia, jugó de portero en un equipo de hockey sobre hielo. Cuando se hizo mayor y decidió tocar la batería, se fue de gira con la banda de Bruce. También fue el baterista de la banda Against Me!. En el 2013, tras el despido del baterista de Slipknot Joey Jordison, Jay Weinberg hace una audición y le seleccionan como el nuevo baterista de la banda. Actualmente cuenta con una banda alterna a Slipknot llamada Hesitation Wounds, con miembros de Touché Amoré, The Hope Conspiracy y Trap Them.

## Slipknot
En 2014, Weinberg se convirtió en el baterista de Slipknot tras la marcha de Joey Jordison a finales de 2013. Aunque la identidad del baterista no había sido revelada oficialmente por la propia banda, prefirieron mantener la identidad de los nuevos miembros (un nuevo bajista, confirmado Alessandro Venturella, también se había unido a la banda) en secreto, ya que no eran miembros oficiales en este momento. Un ex técnico de batería de la banda filtró su itinerario, revelando que el baterista era Weinberg. Venturella también fue nombrado en el itinerario, aunque los fanáticos lo habían identificado anteriormente a través de sus distintivos tatuajes en sus manos. Weinberg finalmente fue revelado oficialmente como el baterista por Jim Root en una entrevista con Ultimate-Guitar el 13 de mayo de 2015. El 5 de noviembre de 2023, la banda se separa de Weinberg debido a "decisiones creativas". Weinberg dijo más tarde que el despido lo había "sorprendido".

## Equipo
SJC Drums
- 7x10 Tom de aire
- 8x12 Tom de aire
- 9x13 Tom de aire
- 16x16 Tom de piso
- 16x18 Tom de piso
- 20x22 Bass
- 20x22 Bass

Zildjian
- 10" FX Trashformer
- 10" A Custom EFX
- 14" A Custom Mastersound HiHats
- 18" A Custom China
- 20" A Custom Crash
- 14" FX Oriental China "Trash"
- 10" Project 391 Splash
- 9.5" FX ZIL BEL
- 20" A Custom Crash
- 14" Project 391 Prototype HiHats
- 18" A Custom China
- 22" Project 391 Prototype Ride

## Discografía

### Madball
- Empire (2010)

### Against Me!
- Russian Spies / Occult Enemies (2011)

### Hesitation Wounds
- Hesitation Wounds (2013)
- Awake for Everything (2016)

### Slipknot
- .5: The Gray Chapter (2014)
- We Are Not Your Kind (2019)
- The End, So Far (2022)

- Datos: Q6167323
- Multimedia: Jay Weinberg / Q6167323